# Чемпионат мира по шорт-треку 1996
Чемпионат мира по шорт-треку 1996 года проходил 1-3 марта в Гааге (Нидерланды).

## Общий медальный зачёт
| Место | Страна           | Золото | Серебро | Бронза | Всего |
| ----- | ---------------- | ------ | ------- | ------ | ----- |
| 1     | Республика Корея | 4      | 5       | 3      | 12    |
| 2     | Италия           | 4      | 1       | 3      | 8     |
| 3     | Канада           | 3      | 4       | 3      | 10    |
| 4     | Китай            | 1      | 1       | 2      | 4     |
| 5     | Великобритания   | 0      | 1       | 0      | 1     |
| 5     | США              | 0      | 0       | 1      | 1     |

## Медалисты

### Мужчины
| Дисциплина | Золото                                                                        | Серебро                                                                                       | Бронза                                                                  |
| ---------- | ----------------------------------------------------------------------------- | --------------------------------------------------------------------------------------------- | ----------------------------------------------------------------------- |
| Многоборье | Марк Ганьон Канада                                                            | Чхэ Джи Хун Республика Корея                                                                  | Орацио Фагоне Италия \| Мирко Вюйермен Италия                           |
| 500 м      | Орацио Фагоне Италия                                                          | Мирко Вюйермен Италия                                                                         | Фредерик Блэкберн Канада                                                |
| 1000 м     | Ли Цзяцзюнь Китай                                                             | Марк Ганьон США                                                                               | Чхэ Джи Хун Республика Корея                                            |
| 1500 м     | Марк Ганьон США                                                               | Никки Гуч Великобритания                                                                      | Чхэ Джи Хун Республика Корея                                            |
| 3000 м     | Чхэ Джи Хун Республика Корея                                                  | Марк Ганьон США                                                                               | Мирко Вюйермен Италия                                                   |
| Эстафета   | Италия · Орацио Фагоне · Мирко Вюйермен · Маурицио Карнино · Микеле Антониоли | Канада · Марк Ганьон · Фредерик Блэкберн · Франсуа-Луи Дроле · Брайс Холбех · Деррик Кэмпбелл | Республика Корея · Чхэ Джи Хун · Ли Сан Джун · Ким Сун Тэ · Ким Дон Сун |

### Женщины
| Дисциплина | Золото                                                                          | Серебро                                                    | Бронза                                                                         |
| ---------- | ------------------------------------------------------------------------------- | ---------------------------------------------------------- | ------------------------------------------------------------------------------ |
| Многоборье | Чон Ли Гён Республика Корея                                                     | Вон Хе Гён Республика Корея                                | Изабель Шаре Канада                                                            |
| 500 м      | Изабель Шаре Канада                                                             | Энни Перро Канада                                          | Маринелла Канклини Италия                                                      |
| 1000 м     | Маринелла Канклини Италия                                                       | Чон Ли Гён Республика Корея                                | Изабель Шаре Канада                                                            |
| 1500 м     | Чон Ли Гён Республика Корея                                                     | Вон Хе Гён Республика Корея                                | Сунь Даньдань Китай                                                            |
| 3000 м     | Вон Хе Гён Республика Корея                                                     | Чон Ли Гён Республика Корея                                | Сунь Даньдань Китай                                                            |
| Эстафета   | Италия · Мара Урбани · Маринелла Канклини · Барбара Бальдиссера · Катя Кольтури | Китай · Ван Чуньлу · Ян Ян (S) · Ян Ян (А) · Сунь Даньдань | США · Эми Петерсон · Джули Госкович · Эрин Портер · Эрин Глисон · Карен Кэшман |